# ヴェルガース
ヴェルガース（Velgarth）は、マーセデス・ラッキーの『ヴァルデマール年代記』の舞台となる架空の世界。世界の名称については作中ではほとんど言及されず、「ヴァルデマールの使者」三部作においてわずかに現れるのみである。
本項において“=”が多用されるが、これは声門閉鎖音を表している。

## 歴史と作品の関係
以下において、BF:ヴァルデマール建国前、AF:ヴァルデマール建国後である。

### 1000BF
『魔法戦争』 (MAGE WARS) 三部作
黒き鷲獅子 (The Black Gryphon)
The White Gryphon
The Silver Gryphon

### 750AF - 798AF
『最後の魔法使者』 (THE LAST HERALD MAGE) 三部作
魔法の使徒 (Magic's Pawn)
魔法の誓約 (Magic's Promise)
魔法の代償 (Magic's Price)

### 1077AF
Brightly Burning（未訳）

### 1270AF
タルマ＆ケスリー（VOWS AND HONOR）二部作
女神の誓い
裁きの門
タルマ＆ケスリー短編集
誓いのとき

### 1376AF
アルベリッヒの物語
追放者の矜持　(Exile's Honor)
追放者の機略　(Exile's Valar)
ケロウィンの冒険
運命の剣
スキッフの物語
盗人の報復 - ヴァルデマールの絆 (Take a Thief)
『ヴァルデマールの使者』(HERALDS OF VALDEMAR) 三部作
女王の矢　(Allows of the Queen)
宿縁の矢　(Allow's of Flight)
天翔の矢　(Allow's Fall)
『ヴァルデマールの風』(THE MAGES WINDS) 三部作
宿命の囁き　(Winds of Fate)
失われし一族　(Winds of Change)
伝説の森　(Winds of Fury)
『ヴァルデマールの嵐』(THE MAGE STORMS) 三部作
太陽神の司祭　(Storm Warning)
帝国の叛逆者  (Storm Rising)
魔法使いの塔　(Storm Breaking)
Darian's Tale　三部作（未訳）
Owlflight
Owlsight
Owlknight

## 神の概念
ヴェルガースでは神や女神が息づいており、信仰の対象ともなっている。しかし多くの場合において女神が主であり、対応する男神が作中で語られることはほとんどない。多神教（あるいは女神の複数の面に対する信仰）が主ではあるが、一神教がないわけではない（『女王の矢』では一神教の存在と、それが信仰されている地域が限られていることが垣間見られる）。基本的に神が地上に介入することはないが、それは地上に争いを持ち込まないためだとされている。
本項においては、特に区別する必要がない場合は「女神」と記す。
星の瞳
ドゥリシャ平原及びペラジール山脈で起きたことで知らぬものはほとんど無いとされる女神。外見の特徴として、白目も虹彩も黒目も無い黒い瞳に星がちりばめられた目が挙げられる。シン=エン=インとテイレドゥラスが主に信仰する。季節と方角に応じて〈乙女〉〈猛きもの〉〈母なるもの〉〈古きもの〉という四面を持つ。〈星の瞳〉が罰するのは立てた誓いを自ら破った者であり、女神に救いを求めるしか打つ手が無くなった者、全力を尽くした者には奇跡を授けることもある。
星の瞳に対応する四つの顔を持つ男神
正式名称不明。それぞれ〈さまよえるもの〉〈守れるもの〉〈狩るもの〉〈導くもの〉
太陽神ヴガンディス
カースで信仰されている男神。近年（1376AF以降）になって陰に陽に活動する描写が散見される。『追放者の矜持』では子供の姿で降臨し、テドレルに誘拐された子供たちを率いてヴァルデマールに救出させる手筈を整えた。その際の容姿は赤い髪に青い瞳と、〈火猫〉と色合いが似る。また、奇跡を行使してソラリスを〈太陽神の息子〉に選定。〈憑依〉によって宣託を告げたり、〈火猫〉を遣わせ助言させる。配偶神がいたらしいが、古代に排除された。ヴァルデマールとも古くから関わりがあり、〈共に歩むもの〉を呼んだ祈祷において名前が存在するほどである。
影の恋人
一般的に言うところの死神。『魔法の誓約』で死に瀕したヴァニエルの前に青い目を持つ〈使者〉の姿で現れた。

## 魔法
魔法は、他者（それが自然なものか超自然なものかは別として）の力を行使する魔法と、己の内なる源から引き出す心理魔法（超能力）に大別される。また、まれにではあるが女神が直接力を及ぼすこともある。
女神が直接力を行使する場合、あるいは、大地のまじないなどを除き、魔法や心理魔法を行使するには生まれ持った素養（天恵 - 「そしつ」と呼ばれる）が必要である。天恵は訓練によって引き出すことができるが、最大限に引き出した場合の限界は、生まれ持った素養によって決まる。ほとんどの〈使者〉〈魔法使者〉は強力な天恵を1～2種類有しているのみで、3種類以上同じ強さで備えている者は滅多に居ない。また、天恵が目覚める場合は多くの問題が発生する。
また、〈達人〉になれば別だが、多くの魔法は代償を必要とする。これは強大な魔法ほど顕著で、多くの場合行使者本人の“疲労”という形で表現されるが、異世界の存在を召喚した場合や、直接女神の力を望んだ場合などは別の（時には命に関わりかねない）代償を払う必要がある。
魔法には脱色作用がある。特に交点から力を引き出す者、テイレドゥラスのように要石の近くで暮らす者は強い影響を受ける。〈達人〉は顕著で、中には10歳で完全に脱色された者もいる。人間や動物に関わらず、毛が白く、目が青くなるのが特徴。

### 主な魔法
他者の力を行使する魔法
この場合の「他者」とは地脈（『宿命の囁き』）、大自然そのものや怒りなどの精神エネルギー（ともに『裁きの門』）などさまざまだが、女神に祈ることで行使する魔法や、死や苦痛のエネルギーを利用する“血の魔法”とは区別される。
儀式魔法
儀式によって異世界の存在を召喚したり、あるいは儀式が魔法の一部をなしているもの。前者の例は『女神の誓い』におけるダルカーシュの召喚や、ケスリーが行なった召喚。後者の例は『裁きの門』でケスリーが行なう儀式魔法である。
女神に祈ることで行使する魔法
作中では詳細に述べられていないが、他のファンタジー世界で言う「僧侶魔法」にあたる。これが存在することは、『運命の剣』でケロウィンが戦利品を魔法使いと祈祷師の双方に鑑定させていることでわかる。また、シン=エイ=インの祈祷師が行使する魔法もこれに含まれる。
血の魔法
苦痛や死に伴って発生するエネルギーを利用する魔法。必ずしも血や死を伴う必要はないが、〈血の魔法〉あるいは〈死の魔法〉と呼ばれる。この魔法を行使する者はたいていの場合、忌み嫌われる。
女神に祈ることで行使する魔法の一部には、己の血を流すものや、女神への〈請願〉の代償として命を捧げるものがあるが、これは“血の魔法”そのものには善悪はないことを表している。

### 主な心理魔法
上述の通り、心理魔法は我々の言う超能力にあたるものである。魔力の利用が制限されたヴァルデマールで使用できるのは心理魔法のみであり、逆に心理魔法を体系だてて研究し使用しているのは、使者のみである。使える能力は術者の天啓により、使者がすべて心話を使えるわけではない。
心話
テレパシーに相当する、心と心で会話するもの。対象は人間だけでなく、動物も含まれる。ヴァルデマールの〈使者〉と〈共に歩むもの〉は心話でつながっている場合が多い。動物のみといったように、対象が限定される場合もある。〈読心〉〈思念投射〉の天恵も含まれる。
遠視
千里眼に相当する、遠距離を見通すもの。他の能力と組み合わせる、あるいは他の術者に視界を送ることで、遥か遠方の物を取り寄せたり、特定の目標を発火させるなども可能。
物体移動
手を使わずに物体を移動させる、念力に相当するが、広義には “物品取り寄せ” “火熾し” 等を含む。
共感
“心話” は心を感知するが、これは感情を感知し、影響を及ぼすことができる。通常は“癒し”の能力に付随して現れ、患者の精神的外傷を緩和することに用いられる。逆に、恐怖を煽り発狂に至らしめることも可能。タリアのようにこの天恵のみを持つのは極めてまれな例外である。
発火
パイロキネシスに相当する。能力が高ければ空気中に火を熾せ、逆に、直前まで燃えていたものを手で持てるほど冷ますことも出来る。使者が持つ数少ない直接的な攻撃魔法となる。
先見
予知に相当する。〈先見〉夢を見る場合もあるが、「現時点から見て最も起こり得る出来事」であり、回避は可能。

### その他の能力
以下ははっきりと魔法とはいえないもの、あるいは上記に分類できないものである。
魔法の視力
魔法のエネルギーを見る能力のこと。目くらましをかけられていても、より強い魔法の視力に見破られる。ただし、心理魔法に対しては効力がない（『女神の誓い』）。
癒し
通常の治癒速度を向上させ、負傷を軽減させる能力。逆に、対象者に疾病を発症させることも可能。致命傷を癒すことはできない。また〈治癒者〉が“心の癒し”や“共感”の天恵を持っていない場合、精神的外傷はどうにもならない。
吟遊詩人の魔法
吟遊詩人の魔法は歌曲にこめられる。即ち、歌曲を通じ魔法（あるいはそれに似た効果）を発現させる。相手の心象を操作することも出来るため、乱用は処罰の対象となる。『フォルスト・リーチの春』（『誓いのとき』所収）に、吟遊詩人ローレンがケモック卿の関節の痛みを和らげようとする描写がある。『魔法の誓約』では、〈大詩人〉の素質を持つメドレンが自身の感情を相手に投射する描写もある。
大地の感覚
周囲の大地の状態を感知する能力。『運命の剣』では、この感覚を持たないものには（魔法使いにさえ）通常と変わらなく見える土地が、この感覚を持つダレンには通行をためらうほど病んだ土地に見えた。
生涯の絆
互いが愛情により、異性、同性を問わず肉体を超越した魂の絆で結ばれること。希に二者以上で絆を結ぶ場合がある。〈使者〉と〈共に歩むもの〉との絆と似る。一部の魔法では、当事者がその代償として自らが必ず疲労を負わなければならない場合でも、この絆を利用する事で片方が魔法を行使する際、もう片方が力を提供することが可能。『魔法の使徒』では、ヴァニエルがタイレンデルに力を提供した描写がある。

## 人間以外の種族
共に歩むもの（ともにあゆむもの、Companion）
ヴァルデマール一世の祈祷に応じて出現したことが起源とされる。銀のひづめと青い目を持つ白馬のような存在。生態は馬に似ており、しかし決して馬ではなく、いわば精霊が白馬の形態を取ったようなもの。人種や国籍に関わらずに選ぶが、堕落した者、邪悪な者は決して選ばない。万が一〈選ばれた〉者が堕落した場合、〈共に歩むもの〉はその者を否認する。
ある種の〈共に歩むもの〉は必ず〈出現の原〉の木立から出現するが、交尾によって産まれたものも多い。並みの馬よりはるかに速く走り、『宿命の囁き』では伝令が一週間先行したにもかかわらず、到着時には1日程度の差しかなかったという描写がある。
〈使者〉〈共に歩むもの〉のどちらかが死亡した場合、時を経ず片方も死亡する。ただし後述のように例外もある。
〈女王（君主）補佐〉は必ず木立から出現した雄が選ぶ。〈選ばれた〉者が死亡した場合は次の者を選ぶ。逆に、〈共に歩むもの〉が死亡した場合は後任の〈共に歩むもの〉が木立から出現して選ぶことになる。
グリフォン
鳥と猫をベースとして作成された翼持つ四足獣の形態を持つ魔法生物。白い毛皮と羽毛に覆われ、頭は丸く、くちばしはオウムのように曲がっている。“心話”を含む魔法の天恵を持つ。交尾する際は特殊な魔法を必要とし、産まれてくる子供は時に双子である。
キリー
ペラジール山脈に生息する、草原猫の特徴を備えた狼に似た生物。体高は成人の腰まである。男性/女性/中性が存在し、中性は群れを作らない。人間と同等もしくはそれ以上の知性があり、“心話”の天恵をもつものもいる。
火猫（Firecat）
体は淡黄色、耳、顔面、尾は赤く、青い目を持つ。大型の闘犬と同じくらいの大きさで、見た目も性質も猫に近いが猫ではない。〈心話〉、瞬間移動、魔法の天恵を持つ。
助言を与えるべき重要な時に〈太陽神の息子〉や重要人物の元に現れるとされる。古代を除けばソラリスの治世になるまで現れることは無かった。伝統的に以前の〈太陽神の息子〉の名を名乗り、〈息子〉の霊が導きのために遣わされるものとカースでは信じられている。
ヘルタシ
ペラジール山脈に生息する、トカゲのような生物。様々な工芸に通じている。ティレドゥラスからの保護や意匠の案を提供されることと引き換えに、衣食住全般の面で仕える。多くは引っ込み思案で、人前に姿を現さないことも多い。〈白き風〉の流派を設立した魔法使いジャーヴァスが有名。
ダイヘリ
ペラジール山脈に生息する、鹿のような生き物。テイレドゥラスが騎乗したり荷物の運搬に使うこともある。〈心話〉の天恵を持つ。

## 主要な国および地域
ヴァルデマール
はるか東方の帝国から避難した人々により建国された。国名は避難民の代表であったヴァルデマール男爵から。君主ないし女王により統治されるが、統治者は〈使者〉に限られ、〈使者〉は〈共に歩むもの〉により選ばれる。これは統治者が堕落するのを防ぐ意味合いがある。
〈魔法使者〉ヴァニエルの遺した魔法により、〈使者〉以外が魔法を使用することが難しく、時を経るにしたがい〈魔法使者〉が絶えたこともあり、ヴァルデマール国内での“魔法”の存在は伝説にまで貶められた。しかし、隣国ハードーンの脅威と、ティレドゥラスのもとで修行し、新たに〈魔法使者〉となった王女エルスペスの帰還が契機となり、ヴァニエルの遺した魔法は解除された。
カース
ヴァルデマールの南東に位置する、太陽神ヴカンディスをあがめる神権国家。〈太陽神の息子〉によって支配されている。王はいるが〈太陽神の息子〉のような権力は無い。歴代の〈太陽神の息子〉は男性だったが、宗教改革が起こり、『伝説の森』時点ではソラリスという女性になっている。
男尊女卑の風潮が強く、伝統的に〈太陽神の息子〉に女性が選ばれる事は無いが、ソラリスは神の奇跡によって例外的に選定された。復古運動により、宗教が利権で歪められる前の在り様に戻そうとしている。重要な局面ではヴガンディスの信託や火猫の助言を参考にする。〈使者〉や〈共に歩むもの〉が〈白い悪魔〉と〈地獄の馬〉と言われるほどであった仇敵ヴァルデマールとの同盟もそれに起因するものである。
〈天恵〉は忌避されており、洗脳できる年齢でなければ火刑に処せられていた。教団に集められ家族との繋がりを絶たれる子供もおり、アルベリッヒのように将校になる者や、カラルのように司祭の道を歩む者もいた。戦争の際には、怪物を召喚する魔法を切り札的に使用していたが、無差別に人を襲う危険極まりないものである。こうした強制的な行為は実際のところヴガンディスの意思に反していたようで、ソラリスは支持者であり友人でもある司祭ウルリッヒ達と共にこれらを廃止している。
レスウェラン
ヴァルデマールの南に位置する国。君主の選択に〈歌う剣〉という魔法の剣を使用していたが、盗み出され長い間行方不明のままだった。しかし『裁きの門』でケスリーが偶然発見し、放蕩のために資質に欠けると見られていたステファンセンを王として認めた。この際に友人であった<使者>ロアルド（後のヴァルデマール王）の協力を得たことでヴァルデマールと同盟を結んでおり、現在でも両国の関係は良好である。王家の者は名前に特徴があり、時に小話の種になる。
ハードーン
ヴァルデマールの東に位置する国。先王アレサンダー王の時代は良好な関係であったが、王子であったアンカーが父王やその側近を殺害し政権を奪って以降、ヴァルデマールと戦争状態が続いていた。王であるアンカーが“血の魔法使い”である上に、魔法使用時の反動にまったく無頓着であり、更には戦争のために働ける年代の男性は根こそぎ徴兵してしまったため、国土は荒廃状態にある。長期間にわたりヴァルデマールと戦争状態だったが、『伝説の森』においてエルスペスらの策略によりアンカーは死亡。混乱状態に陥ったところに東の帝国が攻め込んできたため、国土の大半を制圧されてしまっている。
ドゥリシャ平原
レスウェランの南の国、ジュカサの南西に広がる、ほぼ完全な円形の平原。ドゥリシャとは「犠牲」を意味する。平原にはシン=エイ=インが遊牧しており、身内以外はほとんど寄せ付けない。名前の由来、ほぼ完全な円形である理由、シン=エイ=インとティレドゥラスの関係の多くが、『宿命の囁き』で語られる。
帝国（東の帝国）
ハードーンの東に位置する国。世界最大の領土を誇る。現在は200歳を越えるという<達人>チャーリスが皇帝として君臨する。圧制や悪法で悪名高いが、実態は厳正な法治国家である。他国への侵攻も力押しはせず、政権の腐敗が進んだ所に侵攻、厳正な法の適用で住民の支持を得るという手法を取る。このため、現時点ではハードーン以外への侵攻計画は無いのだが、その拡張主義ゆえに恐れられており、ヴァルデマールは各国との同盟を結び昨日の敵であったハードンを援助している。皇帝は魔法の素質が必須であり、子に十分な力が無ければ他に候補を何名か選定し、その上で最終的な後継者を指名する。軍事のみならず日常生活の多くも魔法に支えられた魔法帝国である。魔法による情報伝達、<入り口>と呼ばれる転移魔法を利用した兵員や物資の輸送など、魔法に支えられた圧倒的軍事力を誇るが、そのため『太陽神の司祭』においてハードーン侵攻軍は魔法嵐の影響で大きな打撃を受けた。
イフテル
ヴァルデマールの北東に位置する国。小人の国だとアンカーは話している。ハードーン侵攻軍が進撃した際〈守護者〉と呼ばれる壁が国境沿いに現れ、以来武力を持つ者や魔法使いを拒絶している。鎖国状態にあり、使節も引き上げた上、僅かに往来が認められた者の口は堅く内情は不明。商人や司祭などの非戦闘員が通過を認められることもあるようだ。

## 主な職業
使者(Herald)
〈使者〉はヴァルデマールの執行官、外交官、裁判官、伝令吏、密偵、あるいはそれ以上のものである。彼らは職務上の道徳心、忠誠心に優れ、賄賂は通用せず、時には国のために死地に赴くこともためらわない。故に、半数が老境を迎える前に殉職するという。制服の色は白。ケロウィンはこの制服のことを「“さあ、わたしを射て”といわんばかり」と形容した（『運命の剣』）。
国籍や身分の上下に関わりなく〈共に歩むもの〉に選ばれることが、〈使者〉になる第一歩である。選ばれるものはたいてい十代前半だが、まれに二十歳近くで選ばれることもある。選ばれた候補は〈使者学院〉で教育を受ける。教育は多岐にわたり、基本的な教養、宮廷儀礼、そして戦闘訓練も含まれる。教育機関中の制服は灰色で、教育が終了すると白衣を受け取り、指導員と共に研修の巡回に赴くこととなる。
〈使者〉のなかでも特別なものとして〈女王補佐〉（あるいは〈君主補佐〉）と呼ばれる者がいる。その〈共に歩むもの〉は常に〈出現の原〉から現れ、必ず前任者を選ぶ。前任者が死亡しているときは自ら新たな〈補佐〉となるべき候補を選びに旅に出る。〈女王補佐〉は女王の対等な助言者であり、その意味ではヴァルデマールの統治者は、〈使者〉であることと〈補佐〉がいることにより、二重に堕落を防いでいるといえる。
魔法使い(Mage)
魔法使いは魔法を行使するものの総称である。心理魔法は多くの場合含まれない。力の弱いものは“まじない士”と呼ばれることもある。
魔法使いには多くの流派があり、教え方や習得する魔法もさまざまだが、魔法使いとしての階級は一致している。〈見習い〉〈修行者〉〈師範〉〈達人〉がそれである。魔法で触れたように、天恵により達することのできる境地は限界があるものの、すべての魔法使いは〈見習い〉となって基礎の修行を行なうが、そこから先は流派により異なる。また、各階級はあくまでも個人の持ち得る力の目安であり、意思の強さや戦略次第では、下位の魔法使いであっても〈達人〉を破ることは可能である。ただし、大地の中を流れるエネルギーは各階級で扱える大きさが決まっており、無闇に触れると良くて体調不良、最悪の場合死に至る。
ケスリーの属する〈白き風〉では、各段階で自らを試すことを自分自身以外に強制されることはないし、何度でも試みることができる。しかし本人がその段階に達していない場合は、各段階を試すための呪文は何の効果も表さない。
特殊なのが“血の魔法使い”で、彼らがより高みを目指そうとするなら、師匠に“挑戦”し、少なくとも引き分けなければならない。敗北した場合どうなるかは、“血の魔法使い”の力の源が何であるかを考えれば、自ずと知れることである。
治療者(Healer)
治療者は怪我人の治療に当たるもののことである。基本的に“癒し”や“心の癒し”（あるいは双方）の天恵を持つものが訓練を受けて治療者となる。“共感”の天恵を持つものもいるが、その数は少なく、強力とはいえないものが多い。
治療者と魔法使いは天恵のベクトルが違うだけの別側面とも言える。そのため魔法使いの中には“癒しの流派”と呼ばれる流派も存在する。階級にもそれは表れており、魔法使いと同様〈見習い〉〈修行者〉〈師範〉〈達人〉といった階級があるが、〈達人〉治療者は極めて少ない。
ヴァルデマールでは治療者の制服の色は緑。
吟遊詩人(Bard)
吟遊詩人は歌曲を創作し提供するもののことである。世界的に共通の職業であるが、ヴァルデマールでは〈詩人学院〉で教育を受けたもののみが名乗ることができる。ヴァルデマールでの制服の色は緋色。
吟遊詩人には特権があり、その土地の法に触れない限り、歌曲により聴衆や特定の誰かを不快にさせたとしても、決して罰せられることはない（『裁きの門』で、タルマが吟遊詩人レスラックのことを「吟遊詩人の特権なんてものがなかったら五回は殺してやったのに」と罵る場面がある）。
ヴァルデマールでは王命によって〈使者〉のように派遣されたり、滞在先の情報を収集して報告を行うこともある。そのため、一定の戦闘訓練を受けている。
傭兵(Mercenary)
傭兵とは報酬で戦を行なうもののことである。傭兵組合が存在し、これに登録しなければ傭兵として生活することはできない（厳密には登録しなくても傭兵として名乗りを上げることは可能であるが、信用されない）。
組合に登録した傭兵は自由契約の傭兵という立場になる。これは単に傭兵として一本立ちしたという意味しか持たず、仕事を探すことから報酬の取立てまで、すべて自分で行なう必要がある。
登録料とは別に組合に保証金を預けると、保証契約つきの傭兵という立場になる。組合の掟に縛られるが、掟が破られたときは、損害は保証金によってまかなわれ、掟を破った側（傭兵側、雇用者側問わず）への取立てと罰則の適用は組合が行なう。
これらのことは傭兵個人のみならず傭兵隊にも同じことが言える。また、傭兵隊とそこに所属する傭兵との間で何らかのいさかいが起きた際の裁定も、組合が行なう。

## シン=エイ=イン
シン=エイ=インはドゥリシャ平原の遊牧民。一般的には金色の肌、黒髪、青い瞳をしている。総じて剽悍な戦士であり、優れた騎手である。馬の交配で有名で、その血統の馬は高額で取引されるが、純血種はシン=エイ=インに何らかの伝手がないと、まず入手不可能である。普通シン=エイ=インは魔法を一切使わない。〈祈祷師〉、〈治療者〉は数少ない例外である。これは女神との誓約の一部である。彼らの中に天恵を持つものが産まれると、〈祈祷師〉となるか、ティレドゥラスに預けられるか、又はその天恵を封じられなければならない。

### シン=エイ=インの馬
シン=エイ=インが彼らの馬のことをなんと呼んでいるかを知れば、その愛情といかに大切にしているかの一端が窺い知れる。ジェル=スーソウ=エイドゥリン（いつまでも年下の兄弟姉妹）と呼ぶのだ。なかでも“種馬”や“戦馬（いくさうま）”と呼ばれる種は特別で、シン=エイ=インが手放すことは絶対にない（ヴァルデマール、アシュケヴロンの馬には祖先に「薄墨」という“戦馬”の血統が入っているという伝説があるが、真偽不明である。『フォルスト・リーチの春』でタルマに一蹴され、『魔法の誓約』においても、シン=エイ=インの馬を実際に見た最後の〈魔法使者〉ヴァニエルが「薄墨」を見て“戦馬”ではないと否定している。“戦馬”について、〈使者〉エルダンは「戦のために乗る馬を骨格から作るとしたら、あれこそぼくが作るものだ」と評した。

### カル=エネイドゥラル
シン=エイ=インのうち、女神の南の側面である〈猛きもの〉に誓いを立てたものを特にカル=エネイドゥラルと呼ぶ。一般的には〈誓いを立てし者〉と呼ばれる。カル=エネイドゥラルは女神の武器であり、その武器のように性欲から切り離され、子孫を残す能力が失われる。そして女神の武器であることから、彼もしくは彼女はまず女神に仕え、次にシン=エイ=イン全体に仕える。自分の部族はその次になる。〈猛きもの〉への誓いはしばしば〈血の復讐〉のためになされるが、シン=エイ=イン同士に〈血の復讐〉は許されていない。シン=エイ=インは華やかな色合いを好むが、カル=エネイドゥラルとなったものは、誓いを果たすまでは黒一色、誓いを果たしたあとは焦げ茶色と定められている。
カル=エネイドゥラルの中でも、〈猛きもの〉と同時に〈古きもの〉に誓いを立てたものは特別である。彼らは濃紺の装束をまとい、カタ=シン=エイ=インに残る古い英知を守るためにのみ剣を振るう。

## ティレドゥラス
シン=エイ=インからはタレ=エイドゥラス（鷹の兄弟）と呼ばれる。〈絆の鳥〉を友とし、その多くが魔法使いであり、非常に老化が遅い。彼らは女神に、ペラジールの森の歪んだ魔法を浄化することを誓約しており、浄化がすむと一族ごと移動してしまう。そのためシン=エイ=インからも謎多き存在と思われている。
危険地帯の中で、彼らは〈谷〉と呼ばれる魔力で遮蔽された安全地帯を形成し、大半はその中で暮らす。内部は気温も一定で冬でも暖かい。豊かな緑が茂り、温泉も湧き出している。大樹にエケレと呼ばれる家を作り生活している。構造的に上層ほど風の影響を大きく受けるため、住まいのための家は下部に作ることが多いようだ。
ヴァルデマールで「同性愛者」を意味する言葉の一つがティレドゥラス語に由来するように、開放的なことでも知られている。気に入った相手に鳥の羽飾り（結婚相手など、特に大事な相手には絆の鳥の羽飾り）を贈り、相手が受け取って髪に編み込めば成立となる。力のある魔法使いは引く手数多のようだ。

### 絆の鳥
品種改良によりティレドゥラスと魂の絆を結ぶことができるようになった鳥類。その多くは猛禽類である。“心話”で話すことができるが、たいていは鳥類相応の会話しかできない。魂の絆で結ばれているゆえ、〈絆の友〉と感覚を共有したり、魂を完全に一体化してしまうことができる。ただし、後者は危険なためめったに行なわれない。